# 3034 Climenhaga
3034 Climenhaga este un asteroid din centura principală, descoperit pe 24 septembrie 1917 de Max Wolf.